# ماغشتات
ماغشتات (بالألمانية: Magstadt) هي بلدة تقع في مقاطعة بويبلينغن بولاية بادن-فورتمبيرغ في جنوب غرب ألمانيا.

## الجغرافيا
تقع البلدة على بعد حوالي 20 كيلومترًا غرب شتوتغارت، بالقرب من مدن مثل سندلفينغن وبويبلينغن. تمتد على مساحة 19.13 كيلومترًا مربعًا وتتميز بمزيج من المناطق السكنية والمناطق الزراعية والغابات.

## السكان والاقتصاد
يبلغ عدد سكان ماغشتات حوالي 9,300 نسمة، وتتميز البلدة بجو قروي هادئ مع قربها من المراكز الصناعية الكبرى. يعتمد اقتصادها على الصناعات الصغيرة والمتوسطة، بالإضافة إلى الخدمات المحلية وبعض الأنشطة الزراعية.

## النقل
ترتبط ماغشتات بشبكة النقل الإقليمي عبر القطارات والحافلات، مع إمكانية الوصول السريع إلى شتوتغارت والمدن المجاورة، ما يجعلها موقعًا مناسبًا للذين يعملون في المدينة الكبرى لكن يرغبون في العيش بمكان أكثر هدوءًا.

## المعالم والخدمات
تضم البلدة كنائس تاريخية، مدارس، مرافق رياضية، ومناطق خضراء تُستخدم للنزهات والأنشطة الخارجية. كما تشتهر ببعض الفعاليات المحلية التي تعكس التراث الثقافي لمنطقة بادن-فورتمبيرغ.